# Distrito de Tantarica
El distrito de Tantarica es uno de los ocho que conforman la provincia de Contumazá, ubicada en el departamento de Cajamarca en el Norte del Perú.  
Desde el punto de vista jerárquico de la Iglesia católica forma parte de la diócesis de Cajamarca, sufragánea de la arquidiócesis de Trujillo.

## Historia
El distrito de Tantarica fue creado mediante Ley N.º 14925 del 28 de febrero de 1964, en el primer gobierno del Presidente Fernando Belaúnde Terry.

## Geografía
- Ríos: Jequetepeque
- Lagos: .

## Capital
Su capital en la ciudad de Catán, ubicada a 2 180 m s. n. m.

## Autoridades

### Municipales
- 2011 - 2014[2]
  - Alcalde: José Antonio Merino Concepción, del Partido Unión por el Perú (UPP).
  - Regidores: Freddy Alipio Soto Medina (UPP), Juan Camilo Díaz Arteaga (UPP), Hesbán Saúl Chávez Centurión (UPP) , Diareli Ruiz Díaz (UPP), Vilmar Tejada Jave (Alianza para el Progreso).
- 2007 - 2010
  - Alcalde: Gerardo Gilberto Merino Carrera.

### Policiales
- Comisario:     PNP.

### Religiosas
- Diócesis de Cajamarca[3]
  - Obispo: Mons. José Carmelo Martínez Lázaro, OAR.
- Parroquia
  - Párroco: Preb.  .